# 손불서초등학교
손불서초등학교는 대한민국 전라남도 함평군에 있는 초등학교다.

## 학교 연혁
- 1941. 05. 12 손불국민학교 부설 간이학교 개교
- 1945. 09. 28 손불서국민학교 개교
- 1996. 03. 01 손불서초등학교로 개명
- 2013. 09. 01 제22대 정대성 교장 부임
- 2014. 01. 08 전라남도교육청 지정 무지개학교(4년간)
- 2015. 02. 13 제66회 졸업(총 4,173명)